# Chronologie du Proche-Orient ancien
La chronologie du Proche-Orient ancien constitue le cadre dans lequel s'inscrivent les dates des différents événements, des règnes et des dynasties du Proche-Orient ancien. 
Les textes de cette époque datent ordinairement les événements selon le règne du roi actuel, par exemple sous la forme : « en l'année X du roi Y ». En comparant de multiples textes, on a pu aboutir à une chronologie relative reliant les événements de nombreuses cités et royaumes. Pour le Ier millénaire av. J.-C., on a pu donner aux dates relatives une valeur absolue par l'identification de certains phénomènes astronomiques dont la date dans notre calendrier est connue. Par exemple, une inscription datée de la dixième année du roi d'Assyrie Assur-dan III décrit une éclipse de Soleil ; les calculs astronomiques, parmi différentes dates possibles, conduisent à identifier l'éclipse du 15 juin 763 av. J.-C. D'autres correspondances de même nature permettent de relier la chronologie relative à la chronologie absolue et d'ancrer ainsi la chronologie relative dans notre calendrier.
On n'a pas pu établir de relations aussi précises pour les IIIe et IIe millénaires av. J.-C. La tablette d'Ammisaduqa constitue un document chronologique capital : elle récapitule des observations de la planète Vénus répertoriées pendant le règne d'Ammisaduqa, roi de Babylone, dont on sait, dans la chronologie relative, qu'il fut le quatrième successeur d'Hammurabi. La conjonction du lever de Vénus avec la nouvelle lune constitue un point de repère, ou plutôt trois points de repère : ce phénomène astronomique est en effet périodique ; les calculs astronomiques conduisent, dans cet exemple, à fixer le début du règne d'Hammurabi en 1848, 1792, 1728 ou 1696 av. J.-C.. En fonction du choix que l'on fait de cette date s'ensuivent une « chronologie haute », une « chronologie moyenne », une « chronologie basse » ou une « chronologie ultra-basse ».

## Âges selon l'archéologie
Du IIIe au Ier millénaire av. J.-C., on distingue :
1. l'âge du bronze ancien : le début de cette période n'est pas synchrone pour toutes les contrées. Il remonte à la fin du IVe millénaire pour la Haute-Égypte (période prédynastique égyptienne) et la Mésopotamie (civilisations de Sumer et d'Ur) ; au milieu du IIIe millénaire pour l'Anatolie, Chypre, la Crète (civilisation minoenne), la Grèce (civilisation mycénienne) et la civilisation de l'Indus (site de Mohenjo-daro) ; au IIe millénaire pour l'Europe, où il est connu en Espagne avec la civilisation d'El Argar près d'Almería et en Bohême avec la culture d'Unétice. Au Moyen-Orient, les documents anciens, principalement la liste royale sumérienne, donnent une suite de noms de rois et de dynasties. Certains noms sont attestés par l'épigraphie, comme par exemple le roi Enmebaragesi. On ne dispose pas pour cette période de dates absolues plus précises qu'un siècle ;
2. l'âge du bronze moyen : il commence avec l'émergence des royaumes amorrites, vers 2000 av. J.-C. La chronologie relative devient plus cohérente et plus précise pour cette période. Globalement, on connaît la succession des rois et on relie mieux entre elles les chronologies de la Mésopotamie, du Levant et de l'ancienne Égypte, cette dernière étant la mieux établie. Mais la définition des dates absolues est sujet à controverse. La chronologie moyenne, la mieux acceptée, place le sac de Babylone en 1595 av. J.-C., alors que la chronologie basse date cet événement de 1531 av. J.-C. ;
3. l'âge du bronze final, ou période obscure : elle commence au début de la dynastie kassite de Babylone, vers 1595 av. J.-C., et se termine avec l'invasion des peuples de la mer et l'effondrement de l'empire hittite, vers 1200 av. J.-C. ;
4. l'âge du fer, qui commence vers 1200 av. J.-C., présente des événements historiques mieux connus. Des documents écrits plus nombreux permettent de mieux préciser sa chronologie absolue, avec par exemple l'émergence de l'empire néo-assyrien en 884 av. J.-C.. Des sources historiques comme le canon de Ptolémée, les œuvres de Bérose ou la Bible hébraïque fournissent des repères chronologiques et des synchronismes entre divers peuples. Une éclipse survenue en 763 av. J.-C. relie la liste des officiers impériaux d'Assyrie à la chronologie absolue.

## Variantes chronologiques de l'âge du bronze

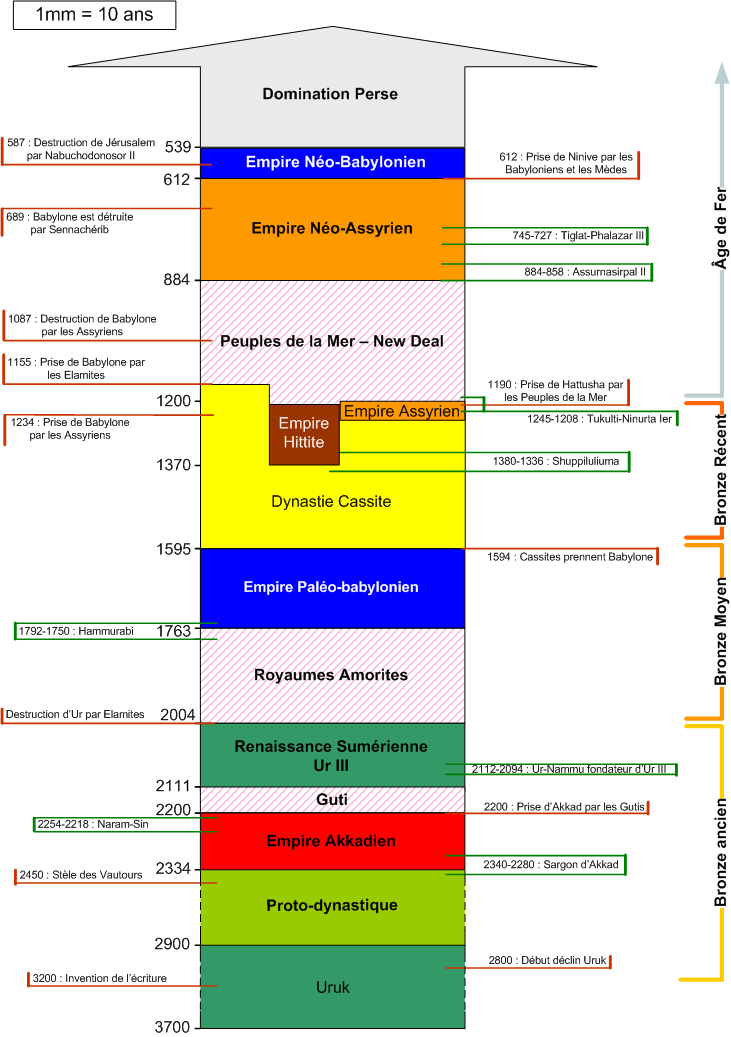
Chronologie du Moyen-Orient ancien

La chronologie de l'âge du bronze au Proche-Orient est flottante. Ceci est dû au faible nombre de sources datant de la période obscure qui suit la chute de la première dynastie de Babylone et la mise en place de la dynastie kassite, et dans une moindre mesure de la période qui suit la chute de cette même dynastie kassite. Si la chronologie relative est cohérente, ce n'est pas le cas de la chronologie absolue.
Les durées admises de la période obscure divergent de 56 ou 64 ans. Cela tient au fait que la source principale liant les chronologies absolue et relative pour cette période est la tablette d'Ammisaduqa ; celle-ci consigne les observations de la planète Vénus sur 21 ans. Or l'aspect de Vénus suit un double cycle de 56 et de 64 ans. Les essais de datation fondés sur les éclipses ou sur d'autres phénomènes astronomiques ne fournissent pas de résultats plus convaincants.
Les avis des spécialistes se répartissent entre quatre chronologies. Celles-ci sont toutes fondées sur les cycles de Vénus et divergent donc de 56 ou 64 ans. Des études récentes suggèrent qu'un cycle de 8 ans serait plus approprié, ce qui a conduit à une proposition de chronologie « ultra-basse ». Elles définissent la huitième année du règne d'Ammisaduqa ; par la chronologie relative, on en déduit les dates du règne d'Hammurabi.
La chronologie moyenne, qui situe le règne d'Hammurabi de 1792 à 1750 av. J.-C., est la plus couramment retenue dans les études récentes,,,,. La chronologie basse est moins acceptée et la chronologie haute n'est plus guère retenue. Certains chercheurs remettent même sérieusement en question la pertinence de la tablette d'Ammisaduqa. Au début du XXIe siècle, la dendrochronologie semble avoir clairement disqualifié la chronologie basse,.
Pour l'ensemble de la Mésopotamie, la chronologie moyenne est généralement retenue. Les chronologies moyenne et basse diffèrent de 64 ans : ainsi l'année 1728 av. J.-C. en chronologie basse correspond à l'année 1792 av. J.-C. en chronologie moyenne. Le tableau ci-dessous fournit un aperçu comparatif des diverses chronologies pour certaines dates-clés, et leur écart par rapport à la chronologie moyenne.
| Chronologie | An 8 du règne d'Ammisaduqa | Règne d'Hammurabi   | Chute de Babylone | ±        |
| ----------- | -------------------------- | ------------------- | ----------------- | -------- |
| Ultra-Basse | 1542 av. J.-C.             | 1696–1654 av. J.-C. | 1499 av. J.-C.    | - 96 ans |
| Basse       | 1574 av. J.-C.             | 1728–1686 av. J.-C. | 1531 av. J.-C.    | - 64 ans |
| Moyenne     | 1638 av. J.-C.             | 1792–1750 av. J.-C. | 1595 av. J.-C.    | –        |
| Haute       | 1694 av. J.-C.             | 1848–1806 av. J.-C. | 1651 av. J.-C.    | + 56 ans |

La chronologie détaillée de la Mésopotamie est également fondée sur le synchronisme avec l'Égypte. L'imprécision de celle-ci se répercute par conséquent sur la chronologie mésopotamienne.

## Sources de données chronologiques

### Inscriptions
Des milliers de tablettes gravées en écriture cunéiforme ont été exhumées. La plupart sont des documents comptables, l'équivalent de nos reçus commerciaux. Ces tablettes, ainsi que les inscriptions monumentales, sont les sources principales de données chronologiques du Moyen-Orient ancien.

#### Problèmes posés par les inscriptions
- État des documents

Si le Louvre et le British Museum exposent des objets en très bon état de conservation, ce n'est pas le cas de la très grande majorité des documents. La plupart ont été brisés, volontairement ou sous l'action du temps, du climat et de l'enfouissement, et souvent seuls des fragments ont été récupérés. Les tablettes qui n'ont pas été cuites doivent être manipulées avec les plus grandes précautions .
- Provenance

Le site d'exhumation d'un objet constitue pour les archéologues une information capitale. Cependant, de nombreux objets de terre cuite ont été réutilisés comme matériau de construction très loin de leur origine ; de plus, le pillage, datant au moins de l'Empire romain, est un fait constant qui s'impose à l'archéologie.
- Versions multiples

Au cours du temps, des documents essentiels comme la liste royale sumérienne ont été et copiés et recopiés, souvent avec des erreurs de copie. Il est parfois très difficile d'en déterminer la version correcte.
- Traduction

La traduction de l'écriture cunéiforme est particulièrement ardue, a fortiori lorsque le matériel est fragmentaire ou endommagé. La connaissance de langues comme l'akkadien et le sumérien ayant beaucoup progressé, une traduction récente peut être très différente d'une traduction faite en 1900. Il peut ainsi y avoir des désaccords dans la compréhension du contenu exact. De plus, de nombreuses découvertes archéologiques n'ont pas encore été publiées, et les objets conservés dans des collections privées risquent de ne jamais l'être.
- Biais d'interprétation

Il faut être conscient que les documents officiels tels que la liste des rois d'Assyrie ont été produits par les membres d'un parti, d'une classe ou les adeptes d'une religion. Ils peuvent donc comporter un biais constitutif en faveur du roi ou du dieu au pouvoir. Un souverain peut s'attribuer une victoire ou une création due en réalité à l'un de ses prédécesseurs. Les rois d'Assyrie, par exemple, se sont efforcés de transmettre à la postérité la meilleure image possible d'eux-mêmes. Les tablettes et les inscriptions doivent donc être interprétées avec précaution.

#### Listes royales
Les listes royales constituaient une pratique de tout le Proche-Orient ancien :
- Liste royale sumérienne

Elle répertorie les rois de Mésopotamie depuis l'époque « qui précéda le Déluge » jusqu'à la dynastie d'Isin. Pour de nombreuses cités-Etats, c'est la seule source chronologique disponible. Le principal problème d'interprétation est que la liste attribue à certains rois des règnes d'une longueur démesurée. Plusieurs études tentent d'expliquer ces durées de diverses manières, à partir de la base de numération sexagésimale des anciens sumériens ou d'autres hypothèses.
- Liste des souverains de Babylone

Cette liste ne concerne que les rois de Babylone. Il existe deux versions anciennes, appelées la liste des rois A et la liste des rois B. La dernière partie de cette liste énumère les rois de la dynastie kassite et celle des peuples de la mer. Il existe aussi une liste des souverains babyloniens d'époque hellénistique, appelée Liste des rois 6 qui couvre l'essentiel du Ier millénaire av. J.-C..
- Liste des souverains d'Assyrie

Il existe de nombreuses copies de cette liste de rois assyriens, avec les longueurs de leurs règnes depuis des temps immémoriaux. Les parties dont l'historicité est crédible permettent de remonter jusqu'au XIVe siècle av. J.-C.. Associée avec des chroniques connues, cette liste permet de construire une chronologie relativement cohérente pour le Ier millénaire av. J.-C.

#### Chroniques
Les nombreuses chroniques exhumées au Proche-Orient sont le plus souvent fragmentaires. Cependant, combinées entre elles ou avec d'autres sources, elles constituent un riche matériau pour la chronologie.
- Chronique synchronique

Cette tablette découverte dans la bibliothèque d'Assurbanipal à Ninive rapporte, du point vue assyrien, les relations de l'empire assyrien avec la Babylonie. Bien qu'utile, la fiabilité de cette chronique est mise en doute par les spécialistes.
- Chronique P

Quoique très incomplète, la tablette Chronique P (en) rapporte les mêmes événements que la tablette synchronique, mais du point de vue babylonien.
- Chronique royale de Lagash

La Liste royale sumérienne omet de mentionner les souverains de Lagash, une cité qui était pourtant une puissance régionale majeure à cette époque. La liste royale de Lagash semble être une tentative de remédier à cette omission en énumérant les souverains de Lagash sous la forme d'une chronique. Quelques spécialistes y voient plutôt une parodie faite à l'imitation de la liste royale sumérienne.

#### Inscriptions royales
Il était de coutume, au Moyen-Orient ancien, que les rois promoteurs de grandes fondations dédicacent leurs constructions. Aussi, les temples, les palais, les statues érigés par un monarque portent souvent une dédicace à leur nom. Les rois veillaient également à immortaliser sous forme d'inscriptions les victoires qu'ils avaient remportées, les titres qu'ils avaient acquis et les dieux qu'ils avaient adorés. Ces inscriptions sont d'une grande utilité pour dater les règnes des rois.

#### Annales
Durant l'Antiquité, les annales étaient datées du règne du souverain en place. Par exemple, une année était datée « cinquième année du roi Hammurabi ». Chaque année était dotée d'un titre, comme, par exemple : « année où la cité d'Ur fut vaincue », reflétant, en général, les actions du souverain. Les compilations de ces chroniques annuelles sont appelées annales.

#### Listes éponymes deslimmu
En Assyrie, un officier royal, ou limmu, était choisi chaque année du règne. Plusieurs copies des listes de limmu ont été découvertes,. Bien entendu, les détails ne sont pas toujours clairs : il y a parfois trop de limmu pour le règne d'un roi et, d'autres fois, la liste des limmu varie d'une copie à l'autre.

#### Archives commerciales, diplomatiques, financières
Comme souvent en archéologie, ce sont les écrits ordinaires qui donnent la meilleure image d'une civilisation. Des tablettes en cunéiforme circulaient dans tout le Moyen-Orient : propositions d'alliances (avec parfois le mariage de filles), menaces de guerre, bordereaux d'expédition de marchandises, comptes de débiteurs. Ces tablettes étaient habituellement jetées après usage, mais heureusement, ce sont des documents durables. La plupart ont été bien préservées, même celles qui ont été réutilisées comme matériaux de construction.

#### Lettres d'Amarna
Plusieurs tablettes en cunéiforme ont été découvertes en Égypte, à Tell el-Amarna, capitale du pharaon Akhenaton. Rédigées en akkadien pour la plupart, elles constituent la correspondance entre l'Egypte et les petites principautés du Proche-Orient qui étaient ses vassales. Plusieurs d'entre elles mentionnent même des rois d'Assyrie et de Babylonie. Si l'on admet que ces rois sont bien identifiés, ces tablettes relient la chronologie du Proche-Orient à celle de l'Égypte, au moins jusqu'au milieu du IIe millénaire av. J.-C.

### Œuvres classiques
- Bérose

Bérose était un astronome babylonien de l'époque hellénistique. Il a écrit une histoire de Babylone qui ne nous est pas parvenue. Des fragments de cette œuvre ont cependant été préservés par d'autres auteurs classiques.
- Canon de Ptolémée ou Canon des rois

Cet ouvrage contient une liste de rois commençant en 750 av. J.-C. et se poursuivant avec les rois de Perse puis les empereurs romains. Il est utilisé pour définir la chronologie du Ier millénaire av. J.-C.
- Bible hébraïque

La Bible hébraïque, qui n'a pas été écrite sur des supports pérennes, n'est connue que par des copies de copies. Pour les datations, il faut donc prendre en compte les altérations successives des copies. Toutefois, les Hébreux vivaient sur un territoire situé dans la zone d'influence de Babylone, de l'Assyrie, de l'Égypte et des Hittites, et figuraient donc au premier rang des observateurs de ces grands empires. La Bible hébraïque est utile pour la chronologie du Ier millénaire et pour l'empire néo-assyrien.

### Astronomie
- Tablette d'Ammisaduqa

La tablette d'Ammisaduqa comporte des enregistrements astronomiques relatifs à la planète Vénus, préservés sur plusieurs tablettes cunéiformes qui datent du Ier millénaire av. J.-C. On pense que ces enregistrements astronomiques ont été compilés sous le règne du roi Ammisaduqa, quatrième successeur d'Hammurabi. Ils ont permis de proposer plusieurs dates pour la chute de Babylone, fondées sur des cycles de Vénus de 56 ou de 64 ans. Des travaux récents suggèrent qu'un cycle de 8 ans serait plus approprié, ce qui conduirait à une chronologie « ultra-courte ».
- Éclipses

Les éclipses solaires et lunaires citées dans les chroniques anciennes peuvent servir pour la chronologie. Toutefois, ces textes sont souvent obscurs et l'identification des événements difficiles ; de plus, le calcul des dates de visibilité des éclipses est imprécis du fait de la variation séculaire de la vitesse de rotation de la Terre. Un point de repère capital est l'éclipse de Ninive, citée dans une liste de limmu : « Bur-Sagale de Guzana : révolte dans la cité d'Assur ; au mois de Simanu eut lieu une éclipse de soleil. » On a clairement daté cette éclipse du 15 juin 763 av. J.-C. Un autre événement important est la double éclipse lunaire/solaire observée durant la troisième dynastie d'Ur sous le règne de Shulgi. Les chronologies utilisant les éclipses supposent généralement que la tablette d'Ammisaduqa est crédible.

### Dendrochronologie
La dendrochronologie permet d'obtenir des datations de pièces de bois à l’année près à l'aide des anneaux de croissance des arbres. Il n'y a actuellement pas de séquence continue du Moyen-Orient obtenue pas ce procédé. Une chronologie "flottante" a été établie en Anatolie pour les âges du bronze et du fer. Tant que cette technique n'aura pas défini de chronologie continue, l'utilité de la dendrochronologie pour le Moyen-Orient restera limité. La synchronisation de la dendrochronologie avec notre calendrier achoppe sur la période romaine, pour laquelle on a découvert peu de pièces de bois et que celles-ci se révèlent souvent avoir été importées d'autres lieux.

### Datation au radiocarbone
Comme pour l'Égypte et pour d'autres contrées de la Méditerranée orientale, les datations au radiocarbone du Moyen-Orient sont antérieures d'un à deux siècles aux dates établies par les archéologues. On a proposé des mécanismes pour expliquer des erreurs de radio-datation ; des raisons tout aussi plausibles expliqueraient les dates archéologiques trop récentes. Les causes de ce biais ne sont donc pas encore établies, mais l'amélioration rapide des techniques de datation par accélérateur de particules est prometteuse. Une autre technique en progrès est la radio-datation de la chaux des structures de bâtiments. Récemment, une datation au radiocarbone de la destruction d'Ebla a semblé favoriser la chronologie moyenne (qui situe les chutes de Babylone et d'Alep en 1595 av. J.-C.) et semblent disqualifier la chronologie ultra-courte (qui situe les mêmes événements en 1499 av. J.-C.).

### Synchronismes

#### Égypte
Le Proche-Orient est un voisin important pour l'empire égyptien au moins à partir de Thoutmôsis Ier. L'Égypte occupa par périodes une partie de ces territoires au terme d'échanges avec l'empire assyrien. Quelques dates clé permettent d'établir des synchronismes entre l'Égypte et le Proche-Orient :
- Bataille de Qadesh : elle opposa le pharaon Ramsès II (dans la cinquième année de son règne) et Muwatalli II de l'empire hittite. Elle est consignée tant dans les chroniques égyptiennes que hittites.

- Traité de paix entre Ramsès II (dans la 21e année de son règne) et Hattushili III de l'empire hittite, consigné à la fois dans les chroniques égyptiennes et les chroniques hittites[30].

- Mariage d'Amenhotep III avec la fille du roi Shuttarna II de Mitanni.

Cet événement fut l'objet d'échanges diplomatiques entre les deux souverains. On possède également des courriers du pharaon à Kadashman-Enlil Ier de Babylone dans les lettres d'Amarna (tablette EA1–5) et plusieurs autres lettres à Burnaburiash II de Babylone (EA6) et à Tushratta de Mitanni (EA17–29).
- Akhénaton épousa, comme son père, la fille du roi de Mitanni, Tadukhipa, suscitant un abondant courrier. Il correspondit aussi avec Burnaburiash II de Babylone (tablettes EA7–11, 15) et Assur-uballit Ier d'Assyrie (EA15–16).

#### Vallée de l'Indus
De nombreuses preuves montrent que la civilisation de la vallée de l'Indus commerçait avec le Moyen-Orient, comme des sceaux d'argile trouvés dans les niveaux de la troisième dynastie d'Ur ainsi que dans le golfe persique. De plus, si le nom de Meluhha désigne bien la vallée de l'Indus comme on le pense généralement, d'abondantes archives de commerce avec cette région sont connues dès l'empire d'Akkad et jusqu'à la première dynastie de Babylone.

#### L'éruption minoenne et l'est méditerranéen
L'éruption du volcan Théra donna lieu à la formation de l'archipel de Santorin ; c'est un marqueur possible pour la chronologie de la région : cette éruption dut envoyer un panache de cendres sur l'Anatolie et libérer dans la mer de la pierre ponce flottante. On trouve de cette pierre ponce en Égypte, semble-t-il comme produit de commerce. Les fouilles archéologiques devraient profiter de ce marqueur chronologique. La date de l'éruption est l'objet de nombreux débats. La datation au radiocarbone fournit une date comprise entre 1 627 av. JC et 1 600 av. JC avec une probabilité de 95 % (sauf biais possible de la méthode) ; les archéologues débattent sur une date comprise entre 1628 av. J.-C. et 1520 av. J.-C.,,,.